# Rizzani de Eccher
 (septembre 2014).
Rizzani de Eccher S.p.A est une entreprise de construction relevant du secteur du bâtiment et des travaux publics de droit italien, sise à Udine, au nord-est de l’Italie.

## Activité
Elle regroupe plusieurs unités spécialisées dans le domaine du génie civil, des infrastructures et de la construction de bâtiments de luxe.
D’envergure internationale, le Groupe Rizzani de Eccher S.p.A opère dans plus de 70 pays dans le monde, par le biais de ses filiales :
- Deal
- Tensacciai
- Codest
- Sacaim
- IRiDe

Le Groupe Rizzani de Eccher S.p.A est actif dans trois domaines distincts du secteur de la construction :
- Entreprise générale de bâtiments et d'infrastructures
- Conception et réalisation d’équipements et technologies spéciaux pour la construction de ponts
- Développement immobilier.

## Histoire
La société est créée en 1831 à Udine en Italie. Son activité s’étale  à l’échelle nationale en Italie, puis à l’international au cours du siècle suivant dans différents pays des continents d'Afrique, d'Asie et d'Amérique latine.
En 1948, Riccardo de Eccher (dont la société porte le nom) s’engage dans la promotion et le développement immobilier en Trentin-Haut-Adige, région du nord de l'Italie.
En 1970, Riccardo de Eccher rachète l’entreprise Rizzani, combinant ainsi la richesse d’expérience et le savoir-faire des deux sociétés dans une nouvelle réalité : la Rizzani de Eccher S.p.A.
Dix ans plus tard, grâce à la construction de deux segments de l'autoroute Carnia-Tarvisio, l’entreprise fait appel aux techniques et technologies les plus avancées pour la préfabrication et le lancement de tabliers de ponts. Au cours des années suivantes, elle arrive à développer la maîtrise de ces technologies qui fondent le savoir-faire de l’entreprise Deal S.r.l., une filiale du groupe spécialisée dans la construction de ponts routiers.
En 1982, Rizzani de Eccher S.p.A. remporte son premier projet important à l'étranger : la construction de cinq écoles en Algérie.
En 1984, cinq projets phares sont remportés en Union soviétique, faisant de Rizzani de Eccher la première entreprise occidentale du bâtiment enregistrée en Union soviétique, ce qui marque le début de son expansion en Russie.
Les années suivantes ont été marquées par une croissance rapide. Le chiffre d'affaires consolidé du Groupe augmente de 37 milliards de lires en 1986 et de 228 milliards de lires en 1990.
En 1994, à cause des conditions difficiles du marché national de l'infrastructure, la société se concentre sur les marchés d'outre-mer.
En 2004, Rizzani de Eccher S.p.A. apparaît, pour la première fois, dans la liste des dix meilleures entreprises italiennes et dans celle des 100 plus grandes entreprises du monde, selon le classement établi par Engineering News-Record.
En 2005, grâce à sa présence établie dans de nombreux pays (Russie et d’autres Pays de la CEI, Moyen-Orient, bassin méditerranéen, Amérique du Nord et Amérique centrale), le pourcentage du chiffre d'affaires des activités effectuées à l’étranger s’éleve à 70%.

## Réalisations par zone géographique
Italie
- Tour Intesa Sanpaolo, architecte Renzo Piano BW (Turin)
- Complexe résidentiel Portopiccolo Sistiana (Trieste)
- Réaménagement de l’Hôpital de Brescia (Brescia)
- Ensemble résidentiel Citylife, architectes Daniel Libeskin et Zaha Hadid (Milan)
- Reconstruction du Théâtre La Fenice (Venise)
- Remise en état du Palais du Fondaco dei Tedeschi (Venise)[4]
- Gare centrale de Milan  (Milan)
- Métrobus Sir 1 (Padoue)
- Centre polyvalent (Trévise)
- Base Navale (Tarente)
- Pont à haubans de Marghera (Venise)
- Nouveaux Bains Hôtel & SPA (Merano)
- Établissement Industriel Perfetti Van Melle (Lainate)
- Autoroute A32-Bardonnèche (Turin)
- Autoroute A23-Udine-Tarvisio
- Autoroute Milan-Naples
- Autoroute A24-Rome-L'Aquila-Terame
- Autoroute A20-Messine-Palerme

Europe
- Léger sur rail Docklands-Aéroport (Docklands Light Railway DLR) (Londres, Royaume-Uni)
- World Trade Center (Rijeka, Croatie)
- Viaducs Tarsus - Mersin (Turquie)
- Autoroute Limassol-Paphos (Chypre)
- VTB Arena Park (Moscou, Russie)
- VTB Arena - Stade Central Dynamo (Moscou, Russie)[5]
- Piscine du Complexe Olympique Luzhniki (Moscou, Russie)[6]
- Ducat Place III (Moscou, Russie)
- Conception et Construction d’un Pavillon du Palais des Expositions de Moscou (Moscou, Russie)
- Centre Directionnel Balchug (Moscou, Russie)
- Ensemble Résidentiel Granatny (Moscou, Russie)
- Centre Directionnel Most Bank (Moscou, Russie)
- Manufacture de Tabacs pour Ligget Ducat (Moscou, Russie)
- Aéroport International Vnukovo (Moscou, Russie)
- Aéroport International Domodedovo (Moscou, Russie)
- Passerelle Piétonne sur le fleuve Moskova (Moscou, Russie)
- Immeuble résidentiel à 15 étages pour St Kapranov LTD (Moscou, Russie)
- Immeuble résidentiel Shell & Core pour Stolnik (Moscou, Russie)
- Établissement Industriel du Groupe Cremonini (Moscou, Russie)
- Centre de Santé de Moscou (Russie)
- Parc d’Activités Krylatsky Hills (Moscou, Russie)
- Conception et Construction d’un Établissement Industriel (Lipetsk, Russie)
- Établissement Industriel pour la Fabrication de Carreaux (Stupino, Russie)
- Complexe Résidentiel à Kazan (Russie)
- Hôtel Radisson Kiev (Ukraine)
- Demeure privée de luxe (Kiev, Ukraine)
- Hôtel Four Seasons (Bakou, Azerbaïdjan)
- Centre d’Activités à Bakou (Bakou, Azerbaïdjan)

Amériques
- Ligne Orange du Métro de Miami (Floride, États-Unis)
- Echangeur Palmetto - Dolphin (Floride, États-Unis)
- Pont Washington (Caroline du Nord, États-Unis)
- Manhattan West Development Platform, New York City (New York, États-Unis)[7]
- Pont de la Baie Hathaway (Floride, États-Unis)
- Echangeur High Five  (Dallas, États-Unis)
- Projet de Prolongement du Métro jusqu’à l’aéroport de Dulles (Virginie, États-Unis)
- Projet du Pont Washington (Caroline du Nord, États-Unis)
- Train Léger sur Rail Aéroport de Richmond-Vancouver (Canada)
- Lignes aériennes du Skytrain (Vancouver, Canada)
- Train Léger sur Rail Millenium Line Vancouver (Vancouver, Canada)
- Projet de Construction de la Ligne de Transport Rapide Evergreen (Vancouver, Canada)
- Hôtel Playa Maroma (Playa del Carmen, Mexique)
- Pont Cuscatan (San Salvador, Le Salvador)
- Pont San Marcos (San Salvador, Le Salvador)
- Système de Traitement de l’eau (Montego Bay, Jamaïque)
- Hôpital Régional de Kingston (Kingston, Jamaïque)
- Hôpital Régional de St Ann's Bay (Jamaïque)
- Hôpital Régional de Mandeville (Jamaïque)

Moyen-Orient, Asie & Océanie
- Base Militaire Al Udeid  (Doha, Qatar)
- Métro de Dubaï (Dubaï, E.A.U.)
- Marché de l’Or (Abou Dabi, E.A.U.)
- Mosquée Sheikh Zayed (Abou Dabi, E.A.U.)
- ADCO (Abou Dabi, E.A.U.)
- Pont du Canal de l’Ile Al Marjan (Ras al Khaimah, E.A.U.)
- Routes Internationales Privées à Jebel Haffet (Al Ain, E.A.U.)
- Travaux de Protection de la plage et de Préparation du Chantier de l’Ile Dad (Abou Dabi, E.A.U.)
- Route Jamal Abdul Nasser (Koweït, Koweït)
- Chaussée Manama Nord (Manama, Bahreïn)
- Meunerie Al Kharj (Ryad, Arabie Saoudite)
- Hôtel & Resort Summerland Kempinski (Beyrouth, Liban)
- Aéroport International Almaty (Almaty, Kazakhstan)
- Ensemble Résidentiel (Atyrau, Kazakhstan)
- Palais Présidentiel (Douchanbé', Tadjikistan)
- Ismaili Centre (Douchanbé', Tadjikistan)
- Pont Tadjikistan–Afghanistan à Panji Poyon
- MRT Ligne 2 du Métro de Manille (Manille, Philippines)
- 2e Pont Penang (Malaisie)
- Ligne Ferroviaire à grande vitesse Taipei-Kaohsiung (Taipei, Taïwan)
- Train Léger sur Rail Bukit Panjang (Singapour)
- Ligne Ferroviaire Métropolitaine (Hô Chi Minh, Viêt Nam)
- Autoroute du Sud (Adelaïde, Australie)

Afrique
- Autoroute Jijel - El Eulma (Algérie)[8]
- Ligne Ferroviaire à Grande Vitesse Oued Tlélat - Tlmcen (Algérie)[9].
- Centre Hospitalier Universitaire (Alger, Algérie)[10]
- Hôtel Andilana Beach (Nosy Be, Madagascar)
- Aéroport International d’Entebbe (Kampala, Ouganda)
- Aéroport International de Bata (Guinée Équatoriale)
- Pont Patani (Delta du Niger, Nigeria)
- Pont Osborne à Lagos (Lagos, Nigeria)
- Centrale Thermique El Ain Sokhna (Égypte)